# 卡蘇安德橋
卡蘇安德橋（葡萄牙语：Ponte Kassuende），一條在莫桑比克橫跨赞比西河的橋樑，位於萨莫拉·马谢尔大桥下游約6 km（3.7 mi）處，耗資1.05億歐元興建，2014年11月落成。